# بيت النقب
بيت النقب هي سيرة ذاتية روائية للكاتبة الفلسطينية سوزان الفرا. نشرت للمرة الأولى عام 2010 في الجزائر باللغة الفرنسية، ثم نشرت في فرنسا وكندا، وترجمت لاحقًا إلى العربية بواسطة الناقدة السورية ندى الأزهري، وصدرت عن دار العين للنشر. حصلت الرواية على جائزة يامبو ولوقام الأفريقية في عام 2010. تدور أحداث الرواية حول رحلة أسرة الكاتبة لبيت والدتها القديم في بئر السبع، وتتناول الحقبة الزمنية منذ العام 1948 حتى الوقت الحالي. وتعرج خلال ذلك على تنقل عائلتها من فلسطين إلى السعودية ثم الجزائر، عقب النكبة، ثم عودتهم لرؤية منزل والدتهم القديم، ليجدوا أنه قد استولي عليه بواسطة عائلة يهودية.